# Grande synagogue de Düsseldorf (1904-1938)
 (juillet 2024).

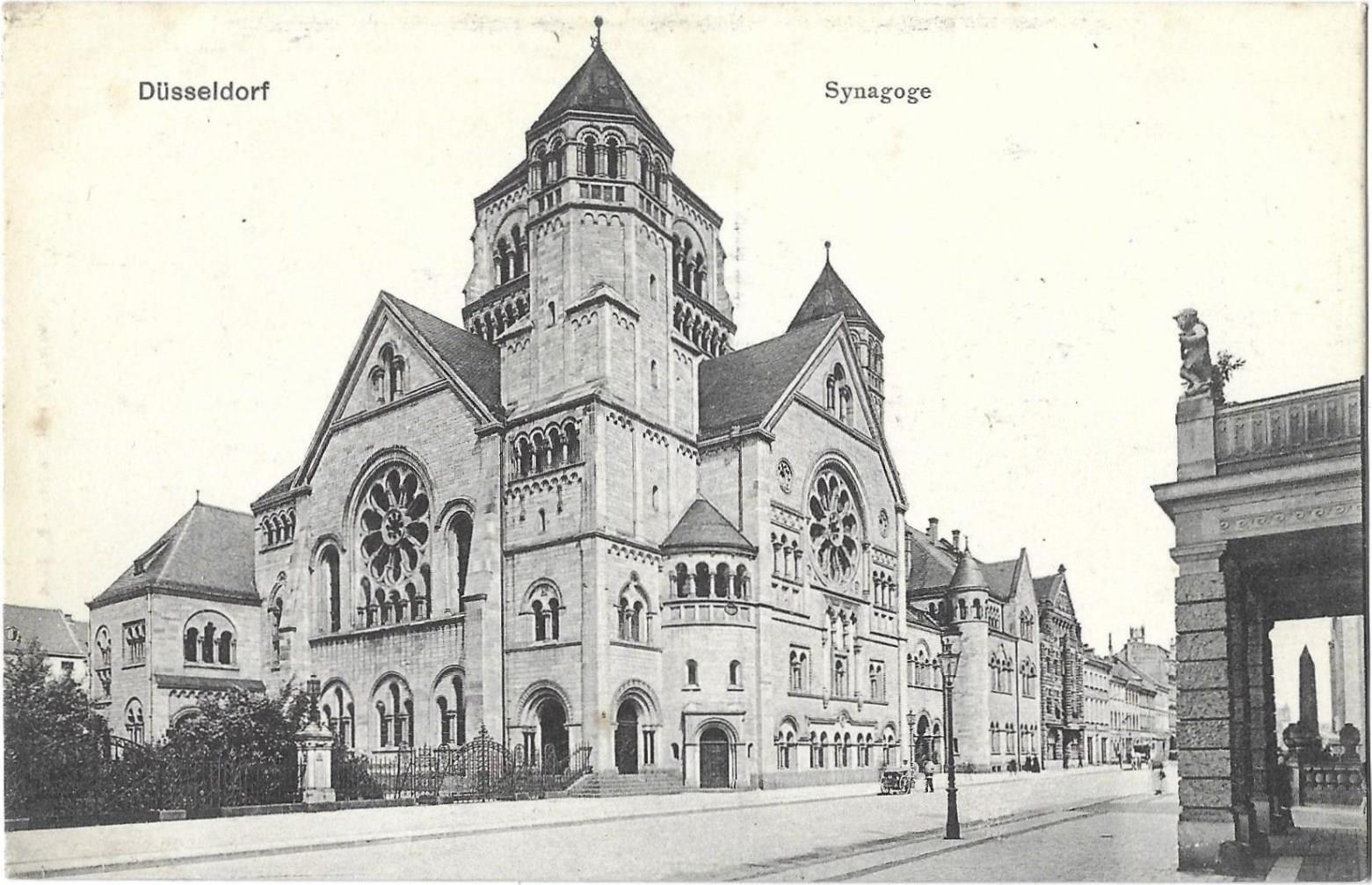
La grande synagogue de Düsseldorf (1910)

La Grande Synagogue de Düsseldorf sur la Kasernenstrasse à Düsseldorf, construite en 1903 selon les plans de l'architecte Josef Kleesattel dans le style néo-roman, a été incendiée pendant la nuit de Cristal en 1938, comme la plupart des synagogue et lieux de culte juif en Allemagne. 

## Histoire de la synagogue
Dès la fin du XIXe siècle, la ville de Düsseldorf envisage de repenser en profondeur le quartier de la Königsallee et de la Kasernenstrasse, notamment pour y créer un espace pour l'implantation de banques et de bâtiments administratifs représentatifs de l'industrie sidérurgique, en plein essor à l'époque. Les bâtiments de la caserne du 39e régiment de fusiliers bas-rhénan et d'autres régiments qui s'étaient installés en 1897-1898 dans la Ulmenstraße du quartier Derendorf de Düsseldorf sont démolis et la place d'armes construite. Pour compenser le fait qu'une « partie significative du vieux Düsseldorf a été sacrifiée », la ville a fait à la population des « propositions d'acceptation de la politique de construction ».

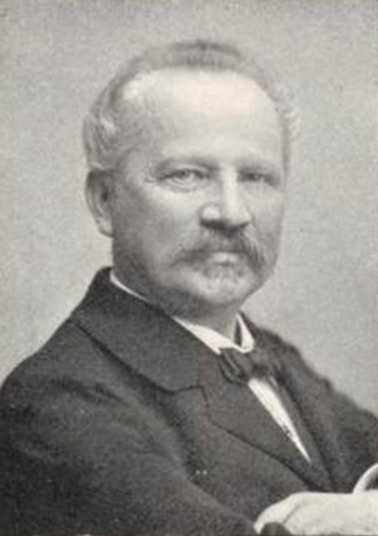
Josef Kleesattel, l'architecte de la synagogue

C'est dans ce contexte que le projet de construction d'une nouvelle synagogue est élaboré, d'autant plus que le nombre de membres de la communauté juive, tout comme celui de l'ensemble de la population de Düsseldorf, augmente fortement. L'historicisme, abandonné au début du XXe siècle, fait son retour dans l'architecture du nouveau lieu de culte de la communauté juive.
L'architecte de Cologne Ludwig Paffendorf conçoit initialement un bâtiment de synagogue dans lequel les styles syrien paléochrétien et byzantin sont combinés avec de l'art roman. Cependant, c'est le projet de l'architecte d'églises rhénan Josef Kleesattel qui est réalisé en 1903 dans le style néo-roman. La grande synagogue de la communauté juive d'orientation réformée est inaugurée le 6 septembre 1904. Elle possède un orgue et peut accueillir environ 800 hommes et 500 femmes.
La petite communauté orthodoxe, qui refuse le nouveau bâtiment à cause de l'orgue, crée une salle de prière en 1904 au 37 Bilker Strasse, puis au 4 Poststrasse. Les immigrés Juifs d'Europe de l'Est possèdent leurs propres salles de prière dans plusieurs quartiers de Düsseldorf. Les communautés rurales de Gerresheim et Benrath possèdent également leur propre synagogue, tout comme les villes de Neuss et Ratingen, qui font désormais partie de la communauté juive de Düsseldorf.
De 1907 à 1912, la grande synagogue est le lieu d'activité de l'éminent rabbin et représentant du judaïsme libéral allemand Leo Baeck. Sous son successeur Max Eschelbacher, un monument en l'honneur des membres de la communauté morts au combat pendant la Première Guerre mondiale est érigé sur le mur extérieur sud de la synagogue sous la forme d'une personne en deuil, créé par le sculpteur juif Leopold Fleischhacker.

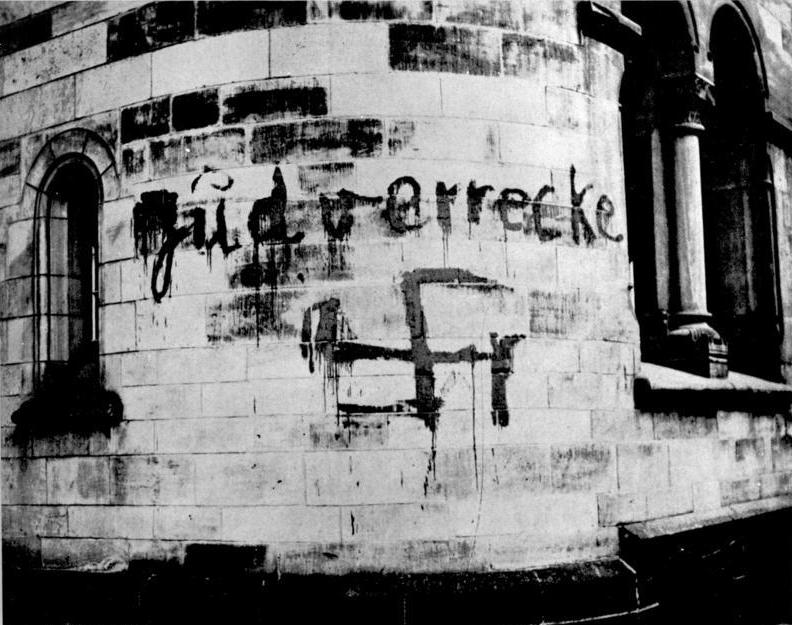
Inscription antisémite sur la synagogue le 11 août 1929

Dans la nuit du 11 août 1929, jour du dixième anniversaire de la constitution de Weimar, l'inscription « Jud verrecke » (mort aux Juifs) et une croix gammée sont peintes sur les murs de la grande synagogue de la Kasernenstrasse.  
Lors de la nuit de Cristal du 9 au 10 novembre 1938, les hommes de la SA pénètrent dans la synagogue, la pillent avant d'y mettre le feu. Durant les émeutes, au moins 18 Juifs sont tués à Düsseldorf et beaucoup molestés. 141 hommes juifs sont arrêtés et 87 d'entre eux sont envoyés au camp de concentration de Dachau. Le président du district de Düsseldorf, Carl Christian Schmid, marié à une juive, est contraint de démissionner. Les ruines de la synagogue sont rasées à partir du 29 novembre 1938. Les autres synagogues de la ville ont également été détruites.
Actuellement, sur le terrain de la grande synagogue détruite, s'élève un immeuble de bureaux.

## Description de la synagogue
Le plan d'ensemble montre un plan centré avec de nombreuses pièces annexes, telles qu'un hall d'entrée, un vestiaire et des toilettes. Sur le mur est du bâtiment se trouvent l'Aron Kodesh (Arche Sainte), et derrière ce mur, les pièces du rabbin et du hazzan (chantre), ainsi qu'une pièce de stockage du matériel religieux, une petite salle d'accueil, ainsi que le mikvé (bain rituel). La salle de prière mesure 15 mètres de long et est entourée sur trois côtés au niveau du premier étage par la galerie réservée aux femmes et sur le quatrième côté, au-dessus de l'Arche Sainte, par une galerie pour les chanteurs et l'orgue. 
Un dôme octogonal s'élève au-dessus de la salle de prière, flanqué de tours d'angle. Le bâtiment est revêtu de grès clair des Vosges. La lave basaltique de Niedermendig a été utilisée pour le soubassement et les escaliers extérieurs. Les colonnes soutenant les galeries sont en granit du Labrador. Le toit du dôme et des deux tours latérales est recouvert de cuivre, et les autres toits d'ardoises. Le bâtiment est relié au centre communautaire et au bâtiment scolaire par un hall voûté ouvert.

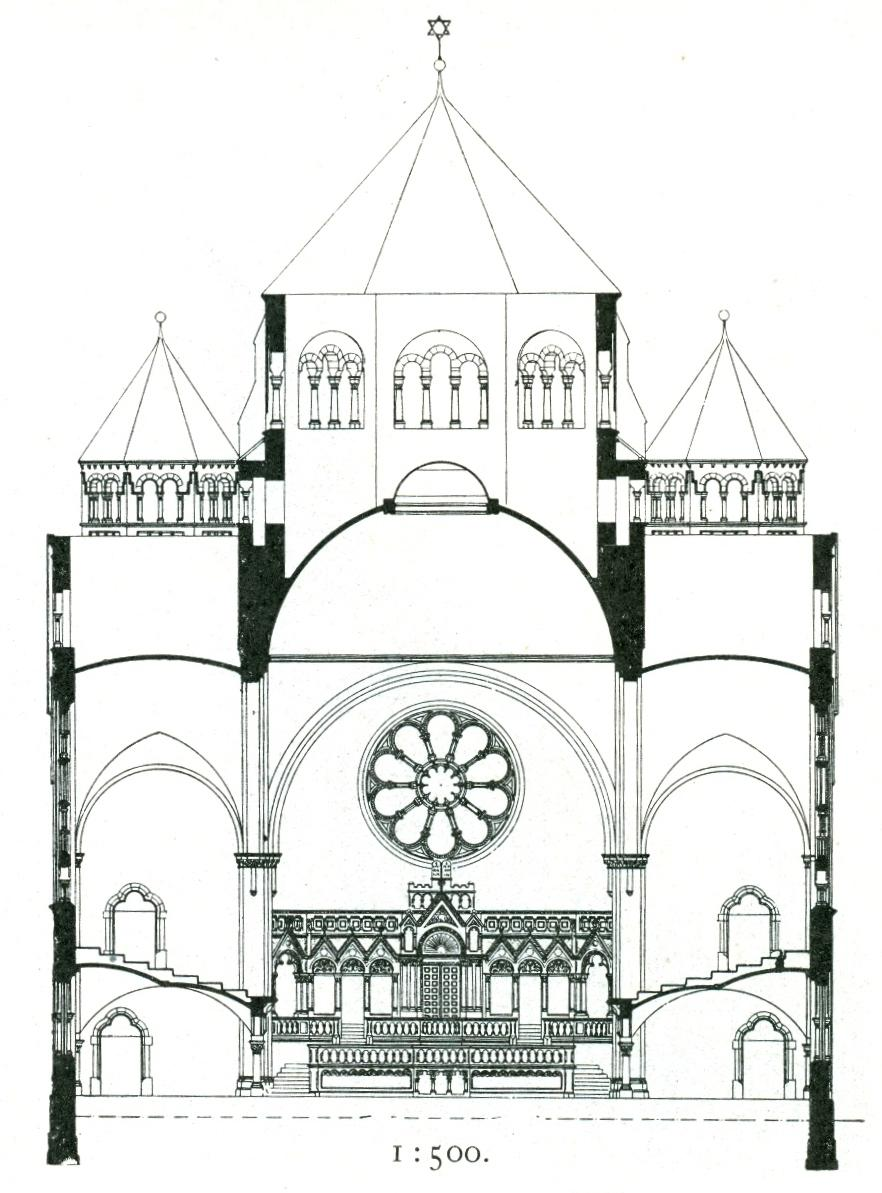
Coupe transversale
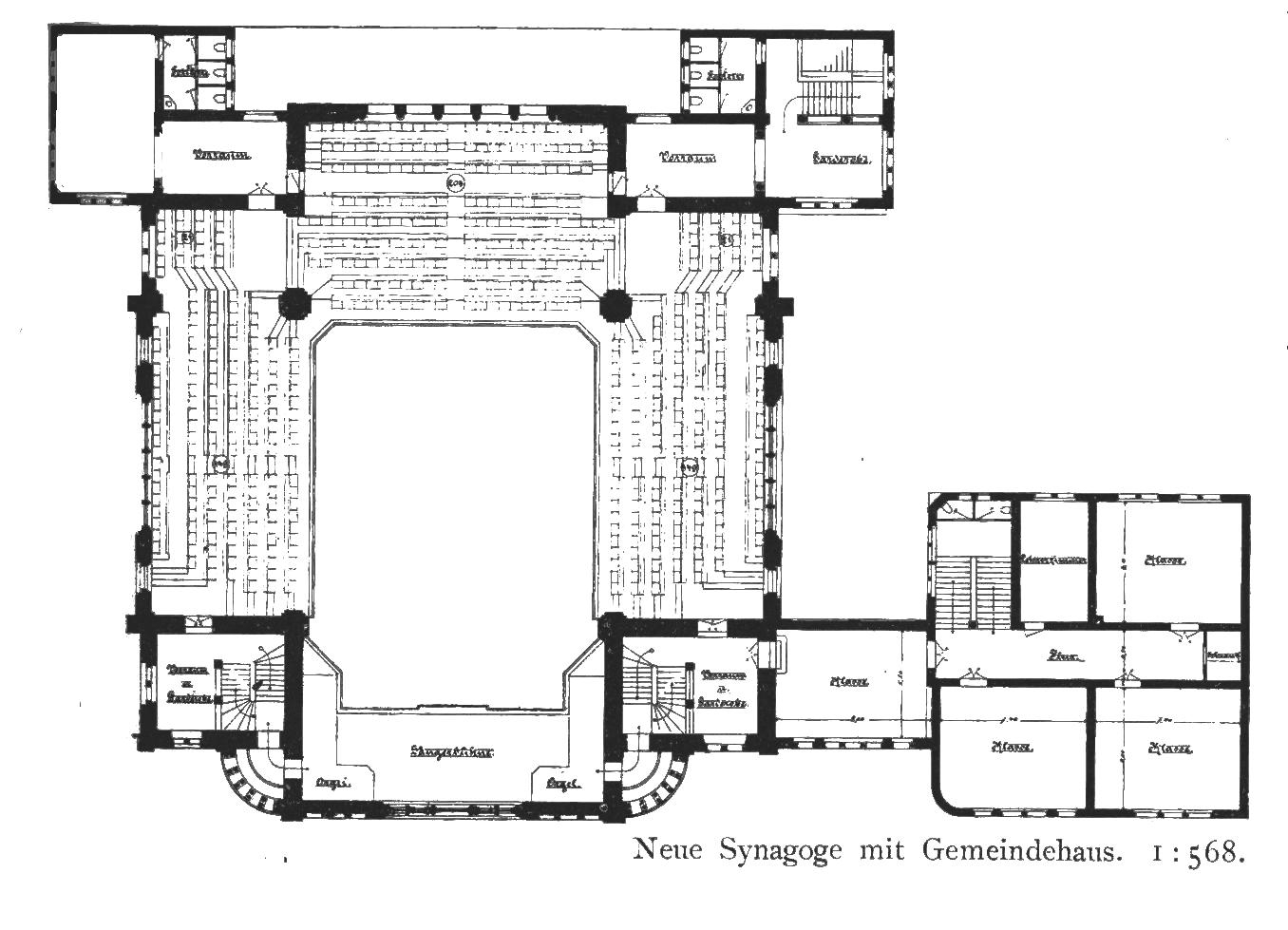
Plan d'ensemble de la synagogue et des annexes
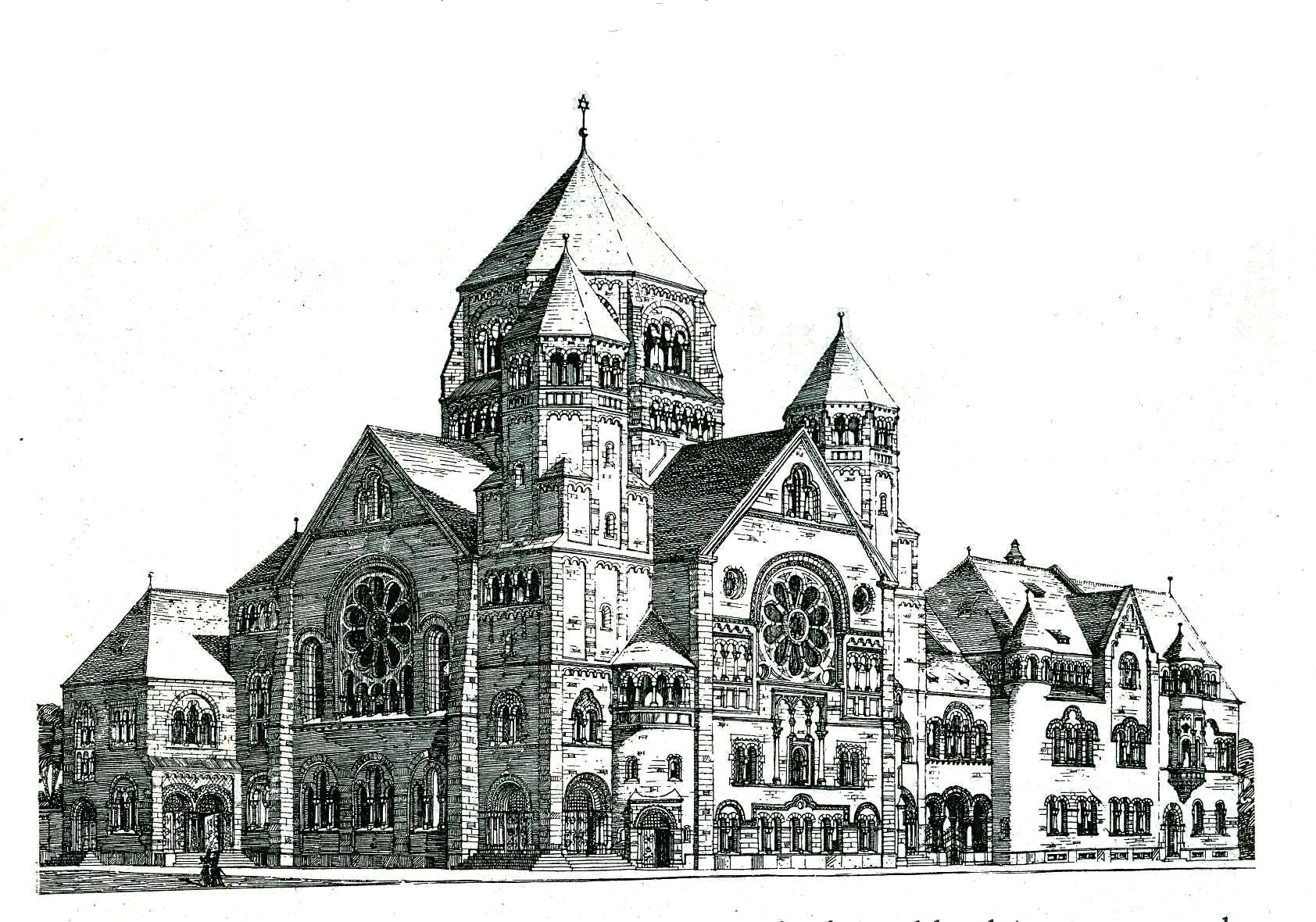
Vue de la Grande Synagogue avec la maison communautaire de la Kasernenstraße

## Monument commémoratif
Un monument commémoratif est érigé en 1983 sur la Kasernenstraße. Il rappelle la synagogue qui y fut construite en 1904 et incendiée en 1938 lors de la nuit de Cristal. Une reproduction de la synagogue est gravée sur une des faces du monument et une plaque est fixée de l'autre côté sur lequel est inscrit: 
« HIER STAND DIE SYNAGOGE DER JÜDISCHEN GEMEINDE ZU DÜSSELDORF.
SIE WURDE AM 9. NOVEMBER 1938 EIN OPFER DES RASSENWAHNS.
 VON DER STOLZEN GEMEINDE KEHRTEN VON 5053 NUR 58 JÜDISCHE MITBÜRGER ZURÜCK.
 DEN TOTEN ZUM EHRENDEN GEDENKEN, DEN LEBENDEN ZUR MAHNUNG.
DIE STADTGEMEINDE DÜSSELDORF, 9. NOVEMBER 1946
(Ici se trouvait la synagogue de la communauté juive de Düsseldorf.
 Elle fut victime de la furie raciale le 9 novembre 1938.
 De la fière communauté, seuls 58 concitoyens juifs sur 5053 revinrent.
 Un hommage au morts, un rappel aux vivants.
 La municipalité de Düsseldorf, 9 novembre 1946.) »

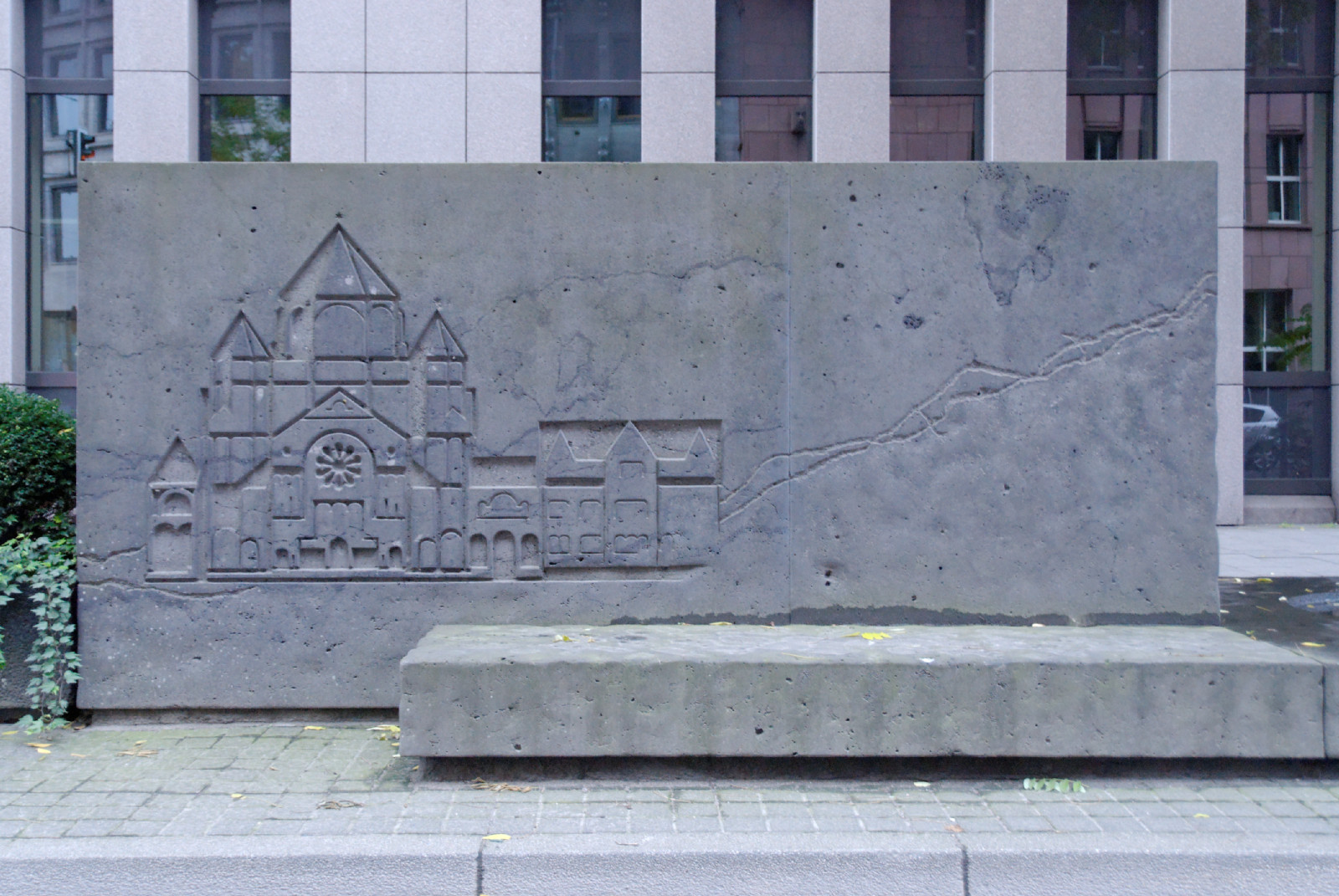
Le mémorial côté est
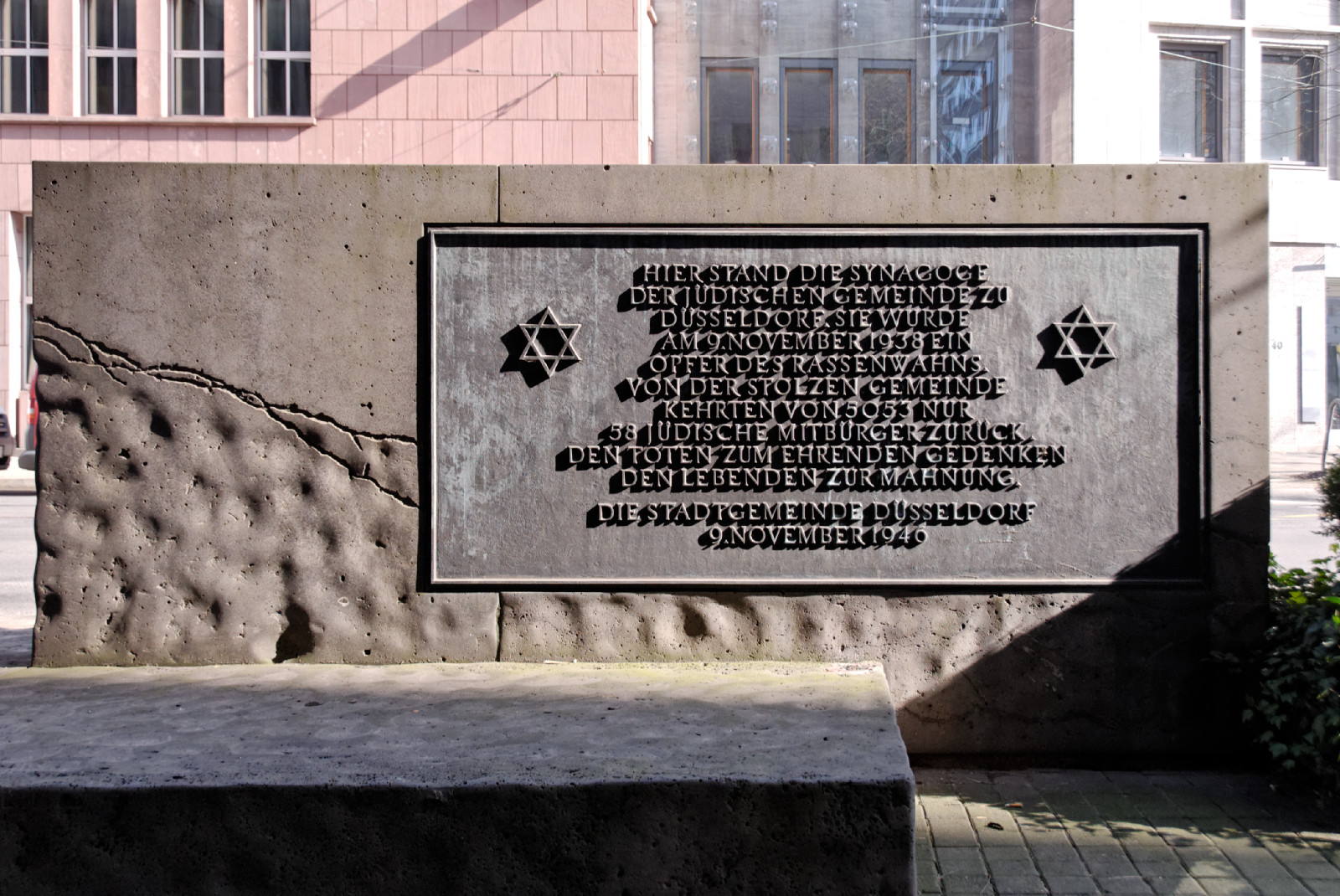
Le mémorial côté ouest
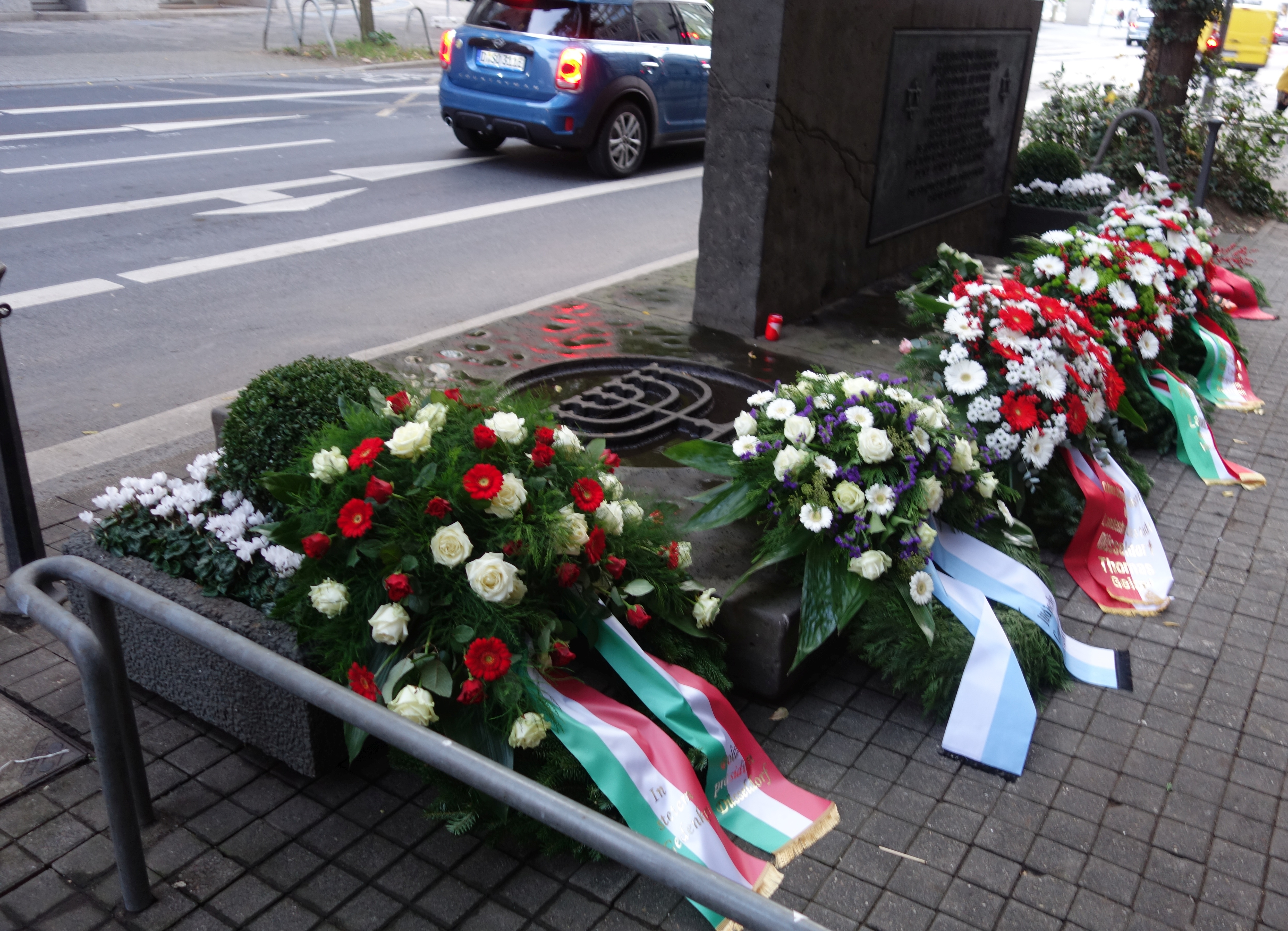
Dépôt de gerbes le 9 novembre 2018, pour le 80e anniversaire de la nuit de Cristal

Depuis l'après-guerre, des manifestations commémoratives y sont organisées chaque année le 9 novembre, date anniversaire de la nuit de Cristal, au cours desquelles la société urbaine, des personnalités politiques, les communautés religieuses et des associations se joignent à la communauté juive pour commémorer les victimes de la Shoah.
En 2023, une installation lumineuse temporaire Missing link, œuvre de l'artiste Mischa Kuball, représentant la grande synagogue a été mise en place du 9 novembre 2023 à mars 2024. Kuball explique les motifs de son œuvre:
« Il est ainsi fait référence au grand vide laissé dans la ville par la destruction des institutions juives, des synagogues, des magasins, des hôtels et des restaurants lors de la nuit de pogrom de 1938. Ce vide n'a jamais vraiment été comblé. Deux pierres commémoratives très discrètes marquent le lieu, mais ne donnent aucune indication sur la taille de la synagogue ni sur son importance pour la communauté juive »
Le 10 mai 2021, un ou des inconnus mettent le feu au monument. Heureusement, le feu s'est éteint rapidement de lui-même. Il n'y a pas eu de dégâts. La pierre commémorative a été nettoyée le soir même, après le relevé des traces.